# آشلي ليتل
آشلي ليتل (بالإنجليزية: Ashley Little)‏ (1983، كالغاري في كندا)؛ كاتِبة مُتخصِّصة في أدب الأطفال وروائية كندية.